# 城堡峰
城堡峰（英語：Castle Peak）是南極洲的山峰，座標67°0′S 65°53′W，位於葛拉漢地的盧貝海岸，處於墨菲冰川以南，海拔高度2,380米（7,800英尺），在1946年由英國研究隊測量，現時由南極條約體系管理。